# Phaenonotum globulosum
Phaenonotum globulosum är en skalbaggsart som först beskrevs av Étienne Mulsant 1844.  Phaenonotum globulosum ingår i släktet Phaenonotum och familjen palpbaggar. Inga underarter finns listade i Catalogue of Life.